# Вепш (Малопольське воєводство)
Вепш (пол. Wieprz) — село в Польщі, у гміні Вепш Вадовицького повіту Малопольського воєводства.
Населення — 5030 осіб (2011).

## Історія
У 1975-1998 роках село належало до Бельського воєводства, підпорядковувалося районній адміністрації у Вадовицях.

## Демографія
Демографічна структура станом на 31 березня 2011 року:
|          | Загалом | Допрацездатний вік | Працездатний вік | Постпрацездатний вік |
| -------- | ------- | ------------------ | ---------------- | -------------------- |
| Чоловіки | 2521    | 590                | 1685             | 246                  |
| Жінки    | 2509    | 545                | 1461             | 503                  |
| Разом    | 5030    | 1135               | 3146             | 749                  |